# Мальгуд
Мальгу́д (фр. Malegoude) — коммуна во Франции, находится в регионе Юг — Пиренеи. Департамент коммуны — Арьеж. Входит в состав кантона Мирпуа. Округ коммуны — Сен-Жирон.
Код INSEE коммуны — 09178.

## Население
Население коммуны на 2008 год составляло 61 человек.
| 1962 | 1968 | 1975 | 1982 | 1990 | 1999 | 2008 |
| ---- | ---- | ---- | ---- | ---- | ---- | ---- |
| 32   | 49   | 52   | 49   | 66   | 66   | 61   |

## Экономика
В 2007 году среди 37 человек в трудоспособном возрасте (15—64 лет) 23 были экономически активными, 14 — неактивными (показатель активности — 62,2 %, в 1999 году было 78,4 %). Из 23 активных работали 21 человек (13 мужчин и 8 женщин), безработных было 2 (1 мужчина и 1 женщина). Среди 14 неактивных 5 человек были учениками или студентами, 3 — пенсионерами, 6 были неактивными по другим причинам.